# Российский объединённый союз христиан веры евангельской

Официальная символика РОСХВЕ

Российский объединенный Союз христиан веры евангельской (пятидесятников) (РОСХВЕ) — централизованная религиозная организация, одно из объединений пятидесятничества в России. Начальствующий епископ — епископ Ряховский С.В. Первый заместитель Начальствующего епископа РОСХВЕ — епископ Маттс-Ола Исхоел.

## История
В 1989 году в СССР евангельские христиане получили свободу вероисповедания.
В 1995 году был возрождён Российский Союз христиан веры евангельской «Церковь Божия», позднее переименованный в Российский объединённый Союз христиан веры евангельской (верующие).
29 января 2014 года в Малом зале Государственной Думы РФ на закрытии Парламентских встреч, проходящих в рамках XXII Международных Рождественских образовательных чтений Ряховский был награждён почетной грамотой Государственной Думы РФ «За активную общественную деятельность»
.

## Внутреннее устройство

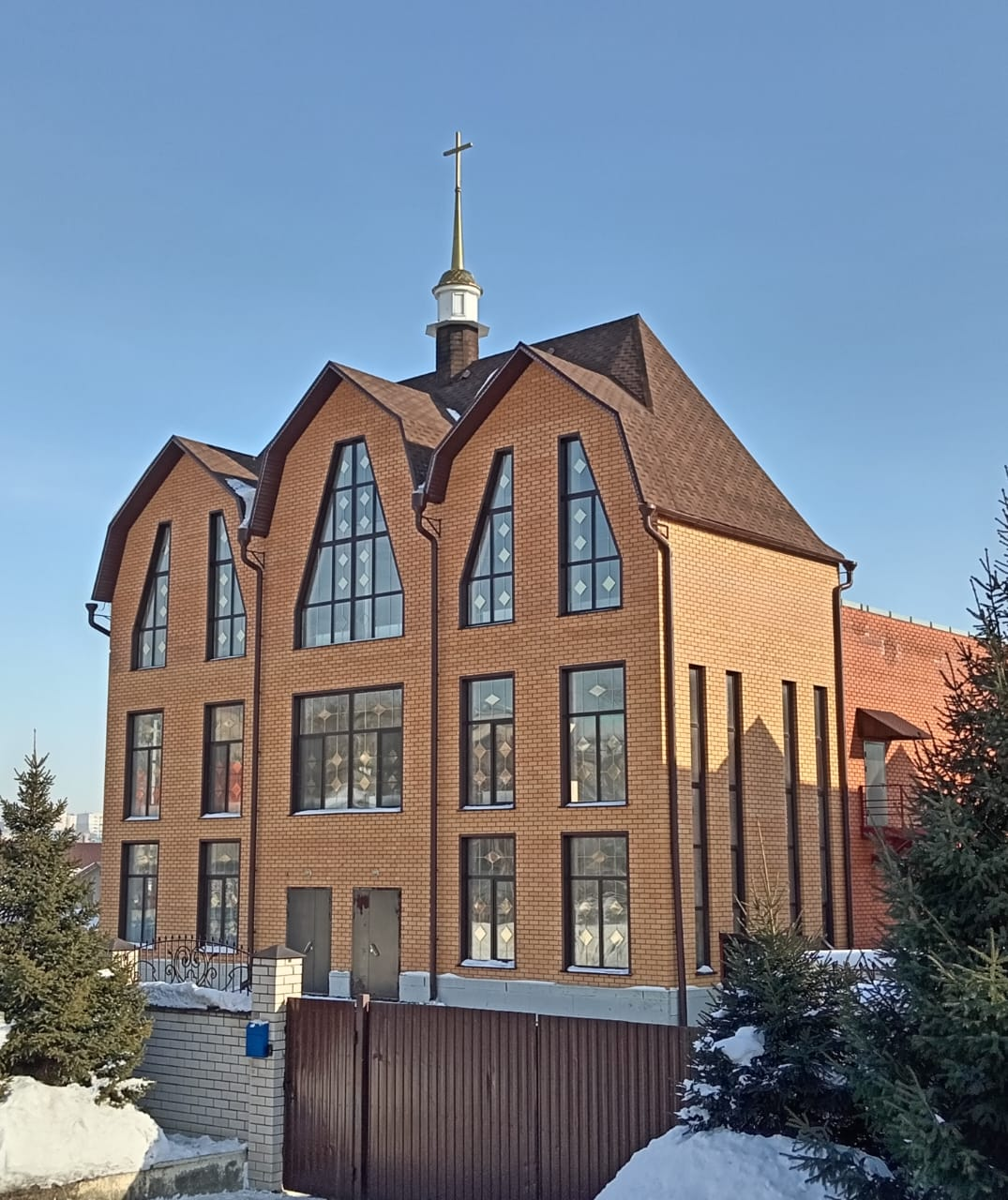
Церковь евангельских христиан «Свет Пробуждения» в Барнауле

РОСХВЕ состоит из 25-ти ассоциаций, региональных и епархиальных управлений. Союз занимается правовой защитой, и координацией деятельности поместных церквей, которых в составе РОСХВЕ приблизительно более 1500.

### Члены РОСХВЕ
На настоящий момент членами РОСХВЕ являются следующие ассоциации церковных общин:
- Ассоциация христиан веры евангельской (пятидесятников) «Глобальное видение» (Церкви «Новое Поколение»)
- Ассоциация христиан веры евангельской (пятидесятников) «Евангелие миру»
- Ассоциация христиан веры евангельской «Благая весть»
- Ассоциация христиан веры евангельской «Глобальная стратегия»
- Ассоциация христиан веры евангельской «Общение Калвари»
- Ассоциация христиан веры евангельской «Полное Евангелие»
- Ассоциация христиан веры евангельской «Пятидесятническая Церковь Бога»
- Ассоциация христиан веры евангельской «Союз церквей евангельских христиан в Духе апостолов» («Миссия Благая весть», епископ Дмитрий Шатров)
- Ассоциация христиан веры евангельской «Харизма» («Роса»)
- Ассоциация христиан веры евангельской «Царство Божие»
- Ассоциация христиан веры евангельской «Церковь Божия»
- Ассоциация церквей христиан веры евангельской «Великое поручение»
- Ассоциация церквей христиан веры евангельской «Церкви веры» (церкви «Слово Жизни»)
- Южное епархиальное управление Российского объединённого Союза христиан веры евангельской (пятидесятников) (церкви «Христианская Миссия»)
- Епархиальное Управление христиан веры евангельской (пятидесятников) Центральной части России
- Северо-Восточный Союз Церквей Евангельских христиан
- Ассоциация христиан веры евангельской «Голгофа»
- Ассоциация христиан веры евангельской «Дерево Жизни»
- Ассоциация христиан веры евангельской «Содружество церквей „Ковчег“»
- Ассоциация христиан веры евангельской (пятидесятников) «Единство веры»
- Централизованная религиозная организация Евангельских Христиан «Свет Евангелия»
- Ассоциация христиан веры евангельской (пятидесятников) «Прославление»
- Содружество церквей христиан веры евангельской (пятидесятников)
- Ассоциация христиан веры евангельской (пятидесятников) «Церковь Бога живого»
- Ассоциация христиан веры евангельской (пятидесятников) «РЕМА»
- Ассоциация христиан веры евангельской «Христианский центр восстановления»

## Полномочные представители РОСХВЕ по Российской Федерации
На заседании расширенного Правления Союза 9 и 10 сентября 2009 года было принято Положение «О Полномочных представителях Председателя Российского объединенного Союза христиан веры евангельской (пятидесятников) в регионах РФ», а на правлении в декабре были утверждены сроком на один год первые 22 Полномочных представителя:
- Епископ Ершов, Вячеслав Николаевич — Орловская область
- Пастор Ашаев, Владимир Анатольевич — Красноярский край
- Епископ Благоев, Дмитрий Емилов — Ивановская область
- Епископ Витюк, Василий Ярославович — Ханты-Мансийский автономный округ
- Епископ Дириенко, Андрей Александрович — Ярославская область
- Пастор Зуев, Сергей Юрьевич — Ямало-Ненецкий автономный округ
- Пастор Ильченко, Юрий Николаевич — Хабаровский край
- Епископ Корголдоев, Данияр Сагымбекович — Приморский край
- Епископ Кравченко, Анатолий Иванович — Самарская область
- Епископ Лавренов, Сергей Эдуардович — юг Тюменской области
- Пастор Маслак, Дмитрий Анатольевич — Иркутская область
- Епископ Николин, Евгений Михайлович — Вологодская область
- Епископ Новоторжин, Олег Васильевич — Кемеровская область
- Епископ Пащенко, Александр Николаевич — Челябинская область
- Епископ Рындич, Павел Алексеевич — Нижегородская область
- Епископ Судаков Виктор Александрович — Свердловская область
- Пастор Таранов, Дмитрий Александрович — Саратовская область
- Епископ Шатров, Дмитрий Дмитриевич — г. Санкт-Петербург и Ленинградская область
- Епископ Дерёмов, Эдуард Александрович — Ростовская область
- Пастор Кушиков, Александр Александрович — Республика Бурятия
- Пастор Киреев, Сергей Геннадьевич — Пензенская область
- Пастор Федосеенко, Вячеслав Викторович — Республика Саха (Якутия)
- Пастор Тихонов, Олег Викторович — Томская область
- Пастор Гамов, Алексей Сергеевич — Костромская область

## Цели и задачи
Подавляющее большинство пасторов — коренные россияне. Первостепенной задачей РОСХВЕ является, проповедуя Евангелие Христово, возрождать нравственные ценности в обществе, а также вносить посильный вклад в строительство толерантного многоконфессионального гражданского общества, содействовать примирению конфессий и религий в России. Одним из шагов на пути укрепления партнерских отношений с государством стали разработка основ социальной концепции РОСХВЕ и ежегодное проведение традиционного для протестантов молитвенного завтрака, на котором присутствуют представители российского правительства, администрации президента, Государственной думы и разных конфессий. Активно поддерживают курс на создание устойчивой рыночной экономики, усилия государства по поддержке малого и среднего бизнеса. Считают важным усиление роли государства в плане обеспечения социальных потребностей граждан.

## Деятельность

### Социальная деятельность
Примером партнерства государства и религиозных организаций является проведенная в период с 2003 по 2009 гг. Всероссийская антинаркотическая акция «Поезд в будущее», в оргкомитет которой, кроме РОСХВЕ, также вошли главы крупнейших в России религиозных организаций. На данный момент в рамках антинаркотической программы «Новая жизнь» в стране функционируют около двухсот благотворительных центров реабилитации и социальной адаптации наркоманов и алкоголиков. Также успешно развиваются благотворительные приюты, детские дома, хосписы и другие социальные учреждения. Ведется обширная работа по договору с ГУИН в местах лишения свободы. При церквях действуют сотни образовательных учреждений, театральные студии, музыкальные группы, спортивные клубы.

### Иск Сергея Ряховского против Александра Дворкина
Осенью 2006 года Лидер «Российского объединенного союза христиан веры евангельской» (РОСХВЕ) Сергей Ряховский обратился в суд с иском к Александру Дворкину. Поводом послужило выступление последнего в программе телеканала «Россия» «Национальный интерес» 30 сентября 2006 года, в котором А. Дворкин обвинил С. Ряховского в подготовке «оранжевой революции». Глава РОСХВЕ заявил, что его обвинили в подготовке революции, и просил суд признать утверждения А. Дворкина безосновательными и порочащими честь и достоинство. Предварительные слушания состоялись 9 ноября и 21 декабря. В обоих случаях А. Дворкин не явился. По разным причинам процесс затягивался, итоговое заседание состоялось 14 мая 2007 года, решение на нём было вынесено в пользу Дворкина. При этом в данном процессе со стороны А. Л. Дворкина было выдвинуто утверждение, что произнесенная им фраза в отношении С. В. Ряховского звучала иначе, чем в предоставленной стороной С. В. Ряховского записи. При попытке получить оригинал записи на Телеканале «Россия», оказалось, что он не сохранился. Таким образом, сторона С. В. Ряховского не смогла предоставить требуемые доказательства.